# Karavia
Karavia är ett vattendrag i Kongo-Kinshasa, ett biflöde till Lubumbashi. Det rinner genom staden Lubumbashi i provinsen Haut-Katanga, i den södra delen av landet, 1 600 km sydost om huvudstaden Kinshasa. Vattendraget har påverkats av föroreningar från Gécamines anläggningar.